# باله هامبورگ
باله هامبورگ (انگلیسی: Hamburg Ballet) یک شرکت و گروه هنری در شهر هامبورگ است که به تولید و اجرای نمایش‌ها و رقص‌های باله می‌پردازد. از سال ۱۹۷۳ میلادی تا کنون، مدیریت این مرکز هنری با طراح رقص و هنرمند آمریکایی جان نیومایر بوده‌است. اجراهای این گروه هنری در سالن اپرای ایالتی هامبورگ صورت می‌پذیرد، حال آنکه کار تعلیم و تربیت هنرجویان در «مرکز باله هامبورگ - جان نیومایر» انجام می‌شود.